# Anant Raje
Anant Damodar Raje (né à Bombay en 1929 et mort en juin 2009) est un architecte indien.
Il étudie à la Sir J. J. School of Architecture (en) et travaille avec Louis Kahn à Philadelphie, tout en y suivant des cours à l'université de Pennsylvanie.
Disciple de Kahn, il se consacre par la suite à la réalisation de l'Institut indien de management d'Ahmedabad, que Kahn ne verra pas achevé.
Il enseigne depuis plus de 30 ans au Centre for Environmental Planning and Technology d'Ahmedabad. Il a enseigné également à l'université du Nouveau-Mexique et dans d'autres universités d'Europe. Il maintient une longue amitié avec Balkrishna Vithaldas Doshi.

## Réalisations
- Executive Management Centre, Institut indien de management d'Ahmedabad, Ahmedabad, Inde.
- Forest Management Institute, Bhopal, Inde.
- Institute of Statistics, New Delhi, Inde.
- M.A.F.C.O. Wholesale Market, Bombay, Inde.
- Galbabhai Training Institute, Palanpur, Inde.

## Publications
- Petruccioli, Attilio. "Profile: Anant D. Raje". Environmental Design: Journal of the Islamic Environmental Design Research Centre 0 (1984), 68-75.